# Ataenius pearlensis
Ataenius pearlensis är en skalbaggsart som beskrevs av Zdzisława Stebnicka 2006. Ataenius pearlensis ingår i släktet Ataenius och familjen Aphodiidae. Inga underarter finns listade.